# Honorat Borrassà
Honorat Borrassà (Girona, ca.1424 - 1457) fou un pintor català, membre de la família d'artistes Borrassà.
Fill de Francesc Borrassà, Honorat fou un dels últims membres de l'obrador familiar. La seva germana, Caterina Borrassà, es va casar amb Joan Antigó, qui va continuar part de les feines de l'obrador. Ramón Solà I fou un dels deixebles del seu taller. Tant en les seves obres com en les Bernat Martorell es pot veure una influència conjunta.
Tot i no conservar-se moltes obres seves, la seva producció, conjuntament amb Joan Antigó, es troba ben documentada, i es va estendre des de Puigcerdà fins a Sant Feliu de Guíxols.
Algunes de les seves obres més conegudes són el retaule de Castelló d'Empúries, realitzat amb Antigó i una altra de present a la col·lecció permanent del gòtic del Museu Nacional d'Art de Catalunya, també atribuïda a tots dos pintors, Sant Joan Baptista i sant Esteve, procedent del convent de sant Domènec de Puigcerdà.
El 2003, Francesc Ruiz i Quesada va atribuir a Antigó i Borrassà una Mare de Déu que va formar part d'una predel·la, avui al Metropolitan Museum of Art.